# فهرست محصولات سایپا

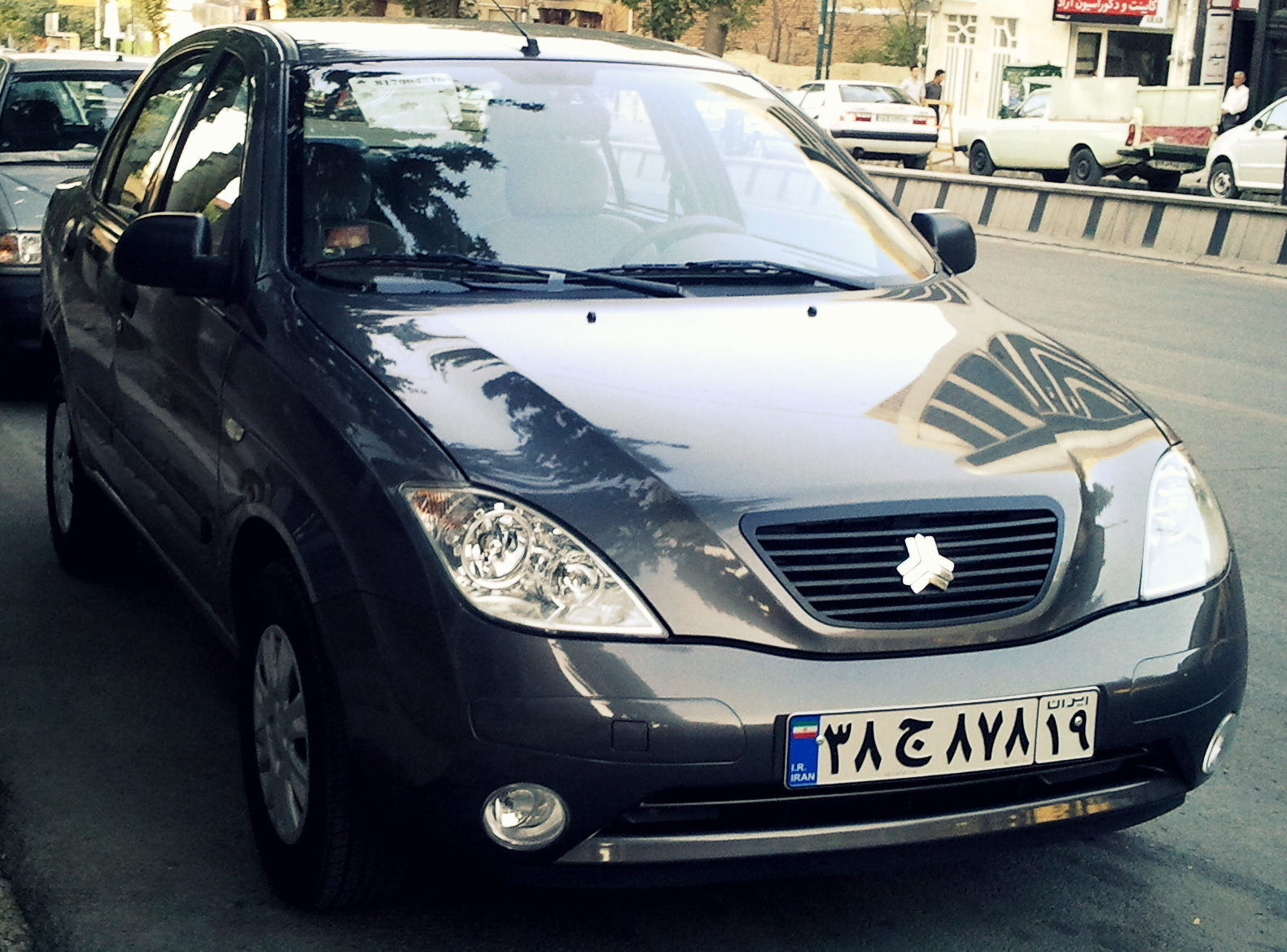
تیبا، نخستین خودروی انحصاری سایپا (معرفی: ۲۰۰۸)

سایپا شرکت خودروسازی ایرانی است که پس از ایران خودرو به عنوان دومین خودروساز بزرگ ایران شناخته می‌شود. تیبا، تیبا ۲، ساینا، کوییک، شاهین، آریا، سهند و اطلس؛ محصولات خود این شرکت هستند که به شکل ویژه برای سایپا طراحی شده‌اند. این شرکت سابقه شراکت با برندهای دیگر را نیز دارد.

## محصولات سایپا

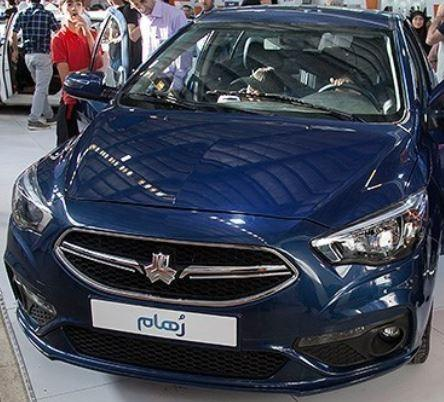
سایپا شاهین (رهام)، از جدیدترین محصولات انحصاری سایپا، که به شکلی ویژه برای این شرکت ایرانی طراحی شده‌است.

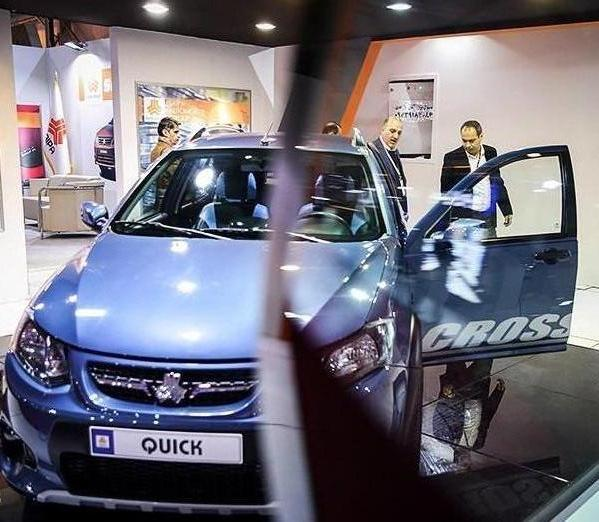
کوییک، خودروی سال ۲۰۱۷ سایپا، که با استقبال خوب مشتریان روبرو شد.

در این بخش محصولاتی که به شکل ویژه توسط/برای سایپا طراحی شده‌اند قرار دارند و محصولاتی که بر پایه محصولات دیگر شرکت‌ها تولید شده‌اند در این بخش جای ندارند.
| تصویر           | نام          | سال معرفی | آغاز تولید | شکل بدنه      |
| --------------- | ------------ | --------- | ---------- | ------------- |
|                 | سایپا تیبا   | ۱۳۸۷      | ۱۳۸۹       | سدان ۴ در     |
|                 | سایپا تیبا ۲ | ۱۳۹۱      | ۱۳۹۲       | هاچ‌بک ۵ در    |
|                 | سایپا ساینا  | ۱۳۹۴      | ۱۳۹۵       | سدان ۴ در     |
|                 | سایپا کوئیک  | ۱۳۹۵      | ۱۳۹۶       | مینی کراس‌اوور |
| نمای جلوی شاهین | سایپا شاهین  | ۱۳۹۷      | ۱۳۹۹       | سدان ۴ در     |
|                 | سایپا اطلس   | ۱۴۰۱      | ۱۴۰۲       | مینی کراس‌اوور |
|                 | سایپا سهند   | ۱۴۰۱      | ۱۴۰۳       | سدان ۴ در     |
|                 | سایپا آریا   | ۱۳۹۹      | ۱۴۰۴       | کراس‌اوور      |
|                 | سایپا پاژ    | ۱۴۰۲      | در آینده   | هاچ‌بک ۵ در    |
|                 | سایپا سپهر   | ۱۴۰۲      | در آینده   | وانت بار شهری |

1. سیتروئن ژیان (نخستین محصول سایپا) (توقف تولید)
2. سیتروئن زانتیا (توقف تولید)
3. سیتروئن زانتیا ۲ (توقف تولید)
4. سیتروئن سی۳-ایکس‌آر (در عرضهٔ تولید)
5. رنو ۵ (توقف تولید)
6. رنو سپند (توقف تولید)
7. رنو ۲۱ (توقف تولید)
8. رنو GT (توقف تولید)
9. رنو PK (توقف تولید)
10. سایپا رنو پارس تندر (توقف تولید)
11. رنو مگان (توقف تولید)
12. رنو ساندرو (توقف تولید)
13. رنو ساندرو استپ‌وی (توقف تولید)
14. پراید صبا (توقف تولید)
15. پراید نسیم (توقف تولید)
16. پراید سفری (توقف تولید)
17. سایپا پراید ۱۳۱ (توقف تولید)
18. سایپا پراید ۱۳۲ (توقف تولید)
19. سایپا پراید ۱۴۱ (توقف تولید)
20. سایپا پراید ۱۱۱ (توقف تولید)
21. سایپا تیبا (نخستین خودروی ملی سایپا) (توقف تولید)
22. سایپا تیبا ۲ (توقف تولید)
23. سایپا ساینا (توقف تولید)
24. سایپا ساینا پلاس (توقف تولید)
25. سایپا ساینا S
26. سایپا کوئیک (توقف تولید)
27. سایپا کوئیک R(توقف تولید)
28. سایپا کوئیک S
29. سایپا شاهین (رهام)
30. سایپا شاهین G
31. سایپا شاهین پلاس
32. سایپا آریا (در عرضهٔ تولید)
33. سایپا اطلس
34. سایپا سهند
35. سایپا پاژ (در عرضهٔ تولید)
36. سایپا سپهر (در عرضهٔ تولید)
37. سایپا آریو (توقف تولید)
38. برلیانس اچ۲۲٠ (توقف تولید)
39. برلیانس اچ۲۳٠ (توقف تولید)
40. برلیانس اچ۳۳٠ (توقف تولید)
41. برلیانس اچ ۳۲٠ (توقف تولید)
42. نیسان ماکسیما (توقف تولید)
43. نیسان رونیز (توقف تولید)
44. نیسان قشقایی (توقف تولید)
45. نیسان پاترول (توقف تولید)
46. چانگان یونی-کی (به زودی)
47. چانگان یونی تی  (به زودی)
48. چانگان یونی زد (به زودی)
49. سیتروئن c4(به زودی)
50. سیتروئن c5(به زودی)

## سایپا-زوتی اتو
| تصویر | نام        | سال معرفی | شکل بدنه  |
| ----- | ---------- | --------- | --------- |
|       | سایپا آریو | ۱۳۹۳      | سدان ۴ در |

## سایپا-کیا
| تصویر | نام       | سال معرفی     | شکل بدنه  |
| ----- | --------- | ------------- | --------- |
|       | پراید     | ۱۳۷۲          | سدان ۴ در |
|       | کاروان    | ۱۳۷۹          | ون        |
|       | کیا ریو   | ۱۳۸۴ در ایران | سدان ۴ در |
|       | کیا سراتو | ۱۳۹۴ در ایران | سدان ۴ در |

محصولات سواری خانواده پراید در سال ۹۹ از چرخه تولید سایپا خارج شده‌اند.
- پراید صبا (توقف تولید)
- پراید نسیم (توقف تولید)
- پراید سفری (پایان تولید)
- سایپا ۱۱۱ (توقف تولید)
- سایپا ۱۳۱ (توقف تولید)
- سایپا ۱۳۲ (توقف تولید)
- سایپا ۱۴۱ (توقف تولید)
- سایپا ۱۵۱ درحال تولید ولی به زودی تولیدش متوقف می شود.

## سایپا-سیتروئن
خودروهای سیتروئن که در ایران توسط سایپا مونتاژ و عرضه شدند.
| تصویر | نام                | سال معرفی     | شکل بدنه سدان |
| ----- | ------------------ | ------------- | ------------- |
|       | ژیان               | ۱۳۴۷          | هاچ‌بک ۵ در    |
|       | سیتروئن زانتیا     | ۱۳۸۰          | لیفت‌بک ۵ در   |
|       | سیتروئن سی۵        | ۲۰۰۶ در ایران | سدان ۴ در     |
|       | سیتروئن سی۳        | ۱۳۹۶ در ایران | هاچ‌بک ۵ در    |
|       | سیتروئن سی۳-ایکس‌آر | ۱۴۰۱ در ایران | هاچ‌بک ۵ در    |

## سایپا-چانگان
| تصویر                            | نام                  | سال معرفی     | شکل بدنه  |
| -------------------------------- | -------------------- | ------------- | --------- |
|                                  | چانگان ایدو          | ۱۳۹۴          | سدان ۴ در |
| نمای جلوی چانگان سی‌اس۳۵ فیس لیفت | چانگان سی‌اس۳۵        | ۱۳۹۵ در ایران | کراس‌اوور  |
|                                  | چانگان سی اس ۳۵ پلاس | ۱۴۰۱ در ایران | کراس اوور |

## پارس خودرو
| تصویر    | نام              | سال معرفی     | شکل بدنه  |
| -------- | ---------------- | ------------- | --------- |
|          | نیسان پاترول     | ۱۳۶۴          | شاسی بلند |
|          | نیسان ماکسیما    | ۱۳۸۰ در ایران | سدان ۴ در |
|          | نیسان پیکاپ      | ۱۳۸۰          | پیکاپ     |
|          | نیسان رونیز      | ۱۳۸۲          | شاسی بلند |
|          | نیسان سرانزا     | ۱۳۸۳          | شاسی بلند |
|          | نیسان قشقایی     | ۱۳۸۹ در ایران | شاسی بلند |
| TeanaJ32 | نیسان تیانا      | ۱۳۹۰          | سدان ۴ در |
|          | نیسان نیو مورانو | ۲۰۰۹ در ایران | شاسی بلند |

| تصویر | نام              | سال معرفی | شکل بدنه  |
| ----- | ---------------- | --------- | --------- |
|       | برلیانس وی۵      | ۱۳۹۳      | کراس‌اوور  |
|       | برلیانس اچ۲۲۰    | ۱۳۹۵      | هاچ‌بک     |
|       | برلیانس اچ۲۳۰    | ۱۳۹۴      | سدان ۴ در |
|       | برلیانس اچ۳۲۰    | ۱۳۹۳      | هاچ‌بک     |
|       | برلیانس اچ۳۳۰    | ۱۳۹۳      | سدان ۴ در |
|       | برلیانس سی۳ کراس | ۱۳۹۶      | کراس      |

| تصویر | نام                  | سال معرفی     | شکل بدنه  |
| ----- | -------------------- | ------------- | --------- |
|       | رنو ۵                | ۱۳۵۶          | هاچ‌بک     |
|       | رنو ۲۱               | ۱۳۷۰          | سدان ۴ در |
|       | رنو سپند             | ۱۳۷۱          | هاچ‌بک     |
|       | رنو پی‌کی             | ۱۳۷۸          | هاچ‌بک     |
|       | رنو تندر ۹۰          | ۱۳۸۴          | سدان ۴ در |
|       | رنو مگان             | ۱۳۸۷ در ایران | سدان ۴ در |
|       | رنو ساندرو           | ۱۳۹۴          | هاچ‌بک     |
|       | رنو کولئوس (نسل اول) | ۲۰۱۴ در ایران | کراس‌اوور  |
|       | پارس نوآ             | ۱۴۰۲          | سدان ۴ در |

## زامیاد
| تصویر | نام              | سال معرفی | شکل بدنه |
| ----- | ---------------- | --------- | -------- |
|       | وانت زامیاد      | ۱۳۴۹      | وانت     |
|       | وانت شوکا        | ۱۳۸۸      | وانت     |
|       | وانت پادرا       | ۱۳۹۵      | وانت     |
|       | وانت پادرا پلاس  | ۱۳۹۹      | وانت     |
|       | وانت کارون       | ۱۴۰۱      | وانت     |
|       | وانت ریچ         | ۱۳۹۳      | وانت     |
|       | وانت زاگرس       | ۱۴۰۱      | وانت     |
|       | مینی بوس آذر     | ۱۳۸۸      | مینی‌بوس  |
|       | ایویکو استرالیس  | ۱۳۸۸      | کشنده    |
|       | ایویکو یوروکارگو | ۱۳۸۴      | کامیون   |

## سایپا دیزل
کامیون‌های مونتاژی توسط سایپا دیزل در اینجا قرار دارند.
|  | نام         |
|  | ----------- |
|  | بادسان      |
|  | البرز D270  |
|  | البرز R270  |
|  | الوند فوتون |
|  | البرز D375  |
|  | کاوه کمپرسی |
|  | کاوه کشنده  |
|  | ولوو FH460  |
|  | ولوو FH500  |
|  | ولوو FM460  |
|  | رنو میدلام  |

## فهرست شرکای خارجی سایپا و شرکت‌های تابعه در گذشته
| نام           | تاریخ آغاز همکاری |
| ------------- | ----------------- |
| سیتروئن       | ۱۳۴۷              |
| نیسان         | ۱۳۴۹              |
| رنو           | ۱۳۵۲              |
| کیا موتورز    | ۱۳۷۲              |
| برلیانس اتو   | ۱۳۹۴              |
| چانگان موتورز | ۱۳۹۴              |
| زوتی اتو      | ۱۳۹۳              |